# 荒木田久守
荒木田 久守（あらきだ ひさもり、安永8年3月1日（1779年4月17日）‐ 嘉永6年5月8日（1853年6月14日））は、江戸時代後期の神職、国学者、歌人である。名は令睦または正任。通称は宇治求馬。号は瓊鈴舎、五十槻園。

## 経歴・人物
伊勢神宮の荒木田家の荒木田久老の次男として生まれる。
度会姓を名乗り、父の後継として伊勢神宮の権禰宜となった。父の没後は本居春庭に師事し、国学者としても活躍した。門人には橘守部等がいる。また、和歌を学ぶ等歌人としても活躍し『石川集』、『真菅集』に和歌を入集した。
著書に『倭姫命世紀古文解』、『万葉集鳥獣草木考』等がある。